# Peter Wallé

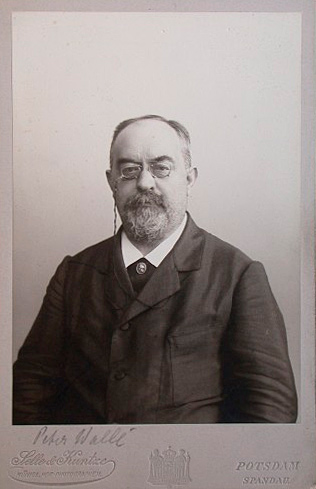
Peter Wallé, um 1900

Peter Hubert Wallé (* 3. Dezember 1845 in Köln; † 8. September 1904 in Berlin) war ein deutscher Architekt, Kunsthistoriker und Publizist.

## Leben
Peter Wallés Vater, Johann Anton Wallé (1807–1876), war Architekt und Lehrer in Köln. Seine Ausbildung machte Wallé bei dem Architekten Julius Raschdorff in Köln. Von 1866 bis 1870 studierte er an der Berliner Bauakademie und schloss mit der Bauführerprüfung ab. Anschließend war er bis 1879 praktisch tätig, reiste durch Deutschland, Belgien und Österreich und war ab 1877 auch publizistisch tätig. Von 1879 bis 1881 arbeitete er als Redakteur des Wochenblatts für Architekten und Ingenieure und war auch Redakteur der Zeitschrift Der Tiefbau. 1884 nahm er an der XIII. Abgeordnetenversammlung des Verbandes Deutscher Architekten- und Ingenieurvereine teil. Von 1884 bis 1888 war er Redakteur der Zeitschrift Der Bär. 1891 wurde er Mitglied der Provinzialkommission für Denkmalpflege für Brandenburg. 1899 wurde ihm der Titel Professor verliehen. Für seine Forschungsarbeit über Andreas Schlüter reiste er im Jahr 1900 nach St. Petersburg. Weitere intensive Forschungen betrieb er zu Rochus zu Lynar, Carl von Gontard und Eduard Knoblauch. In Berlin hatte er sich über Jahre gegen den geplanten Abriss der Heiliggeistkapelle und des Opernhauses engagiert. 

## Publikationen
- Filippo Bruneleschi (Schauspiel), 1874
- Der Stiftungsaltar des Grafen Lynar in der Nikolaikirche zu Spandau, 1879
- Das Leben Eugene Emanuel Viollet-le-Ducs, 1880
- Schlüter in Petersburg, 1882
- Carl von Gontard’s Leben und Wirken, Wilhelm Ernst & Sohn, Berlin, 1891
- Korrespondenz des Grafen Lynar mit dem Landgrafen Wilhelm IV. von Hessen, 1893
- Eduard Knoblauch – Ein Abriß seines Lebens, 1902
- Zahlreiche Zeitschriftenaufsätze in der Deutschen Bauzeitung, der Zeitschrift für Bauwesen, dem Zentralblatt der Bauverwaltung, der Zeitschrift für bildende Kunst, den Mitteilungen des Vereins für die Geschichte Berlins und der Zeitschrift Die Denkmalpflege.